# 家康、江戸を建てる
『家康、江戸を建てる』（いえやす、えどをたてる）は、門井慶喜の歴史小説。5編からなる連作短編集で、2016年2月8日に祥伝社より刊行された。豊臣秀吉の命により関東へ国替された徳川家康が低湿地を拓き徳川260年の礎を築く姿を、治水工事、貨幣鋳造、飲料水の確保、江戸城の石積み、天守の建設の5つの側面から描く。第155回直木三十五賞候補作。
2019年1月にNHK「正月時代劇」にてテレビドラマ化された。

## 書誌情報
- 家康、江戸を建てる（2016年2月8日、祥伝社、ISBN 978-4-396-63486-5）
- 家康、江戸を建てる（2018年11月12日、祥伝社文庫、ISBN 978-4-396-34474-0）

## 関連書籍
- 門井慶喜『徳川家康の江戸プロジェクト』（2018年11月30日、祥伝社新書、ISBN 978-4-396-34474-0）

## テレビドラマ
「正月時代劇」として、NHK総合にて2019年1月2日と1月3日の2夜連続で21時から22時13分に放送された。
「BS4K開局記念正月時代劇」として、NHK BS4Kにて2019年1月1日と1月2日の2夜連続で19時から20時15分に先行放送された。

### キャスト
前編
- 大久保藤五郎（主水） - 佐々木蔵之介
- 内田六次郎 - 生瀬勝久
- 伊可 - 優香
- 春日清兵衛 - 千葉雄大
- 安兵衛 - マギー
- 絹 - 藤野涼子
- 勘六 - 山本龍二
- 勘吉 - 六角慎司
- 庄左衛門 - 有福正志
- 伊奈忠次 - 松重豊
- 榊原康政 - 上杉祥三
- 井伊直政 - 今井朋彦
- 本多忠勝 - 勝野洋

後編
- 橋本庄三郎 - 柄本佑
- 早紀 - 広瀬アリス
- 中越与一郎 - 林遣都
- 栗 - 伊原六花
- 松 ‐ 中島ひろ子
- 宋恩 - 福田転球
- 元蔵 - 宇野祥平
- 千吉 - 内野謙太
- 吾助 - 堀田勝
- 朋蔵 - 前野朋哉
- 志村伝衛門 - 高橋和也
- 後藤長乗 - 吹越満
- 後藤徳乗 - 吉田鋼太郎

前後編
- 徳川家康 - 市村正親
- 大久保長安 - 高嶋政伸

### スタッフ
- 原作 - 門井慶喜『家康、江戸を建てる』
- 脚本 - 八津弘幸
- 音楽 - 林ゆうき
- 語り - 石坂浩二
- 演出 - 西谷真一（前編）、一色隆司（NHKエンタープライズ）（後編）
- 制作統括 - 佐野元彦（NHKエンタープライズ）、土屋勝裕（NHKドラマ番組部）
- 制作 - NHKエンタープライズ

### 放送日程
| 放送回 | 放送日 | サブタイトル | 演出     |
| ------ | ------ | ------------ | -------- |
| 前編   | 1月2日 | 水を制す     | 西谷真一 |
| 後編   | 1月3日 | 金貨の町     | 一色隆司 |